# Хапово (Новосибірська область)
Хапово (рос. Хапово) — присілок у Здвінському районі Новосибірської області Російської Федерації.
Входить до складу муніципального утворення Нижньочулимська сільрада. Населення становить 245 осіб (2010).

## Історія
Згідно із законом від 2 червня 2004 року органом місцевого самоврядування є Нижньочулимська сільрада.

## Населення
| 2002 | 2007 | 2010 |
| ---- | ---- | ---- |
| 282  | ↘246 | ↘245 |